# Марко Тодоров
 Тази статия е за българския учен и политик.  За революционера вижте Марко Тодоров (революционер).  
Марко Марков Тодоров е български учен и политик, министър на науката и образованието в правителството на Любен Беров и служебния кабинет на Ренета Инджова. Народен представител от СДС в Седмото велико народно събрание, както и ректор на Русенския университет. Агент на бившата Държавна сигурност, вербуван от Първо главно управление през 1981 г., като секретен сътрудник под псевдонима „Базов“.

## Биография
Роден е на 26 февруари 1944 г. в Мюнхен. Завършва Математическа гимназия „Баба Тонка“ в Русе през 1961 г. и специалност „Корабостроене“ в университета в гр. Росток, Германската демократична република през 1968 г. Завръща се в Русе и работи 1 г. като конструктор в Института по корабостроене. От 1974 до 1978 г. е задочен аспирант към университета в гр. Магдебург, ГДР.

### Академична кариера
През 1969 г. постъпва във ВИММЕСС като стажант-асистент по математика, а от 1982 г. е доцент. Бил е ръководител на сектор „Информатика“ към Центъра по математика, директор на Учебния изчислителен център и ръководител на катедра „Техническа механика“ към висшето училище. През 1993 г. е избран за ректор, но престоява на този пост само 6 месеца, тъй като приема предложението да стане министър на науката и образованието.
Завръща се в Русенския университет през 1995 г. и от 1997 е директор на Центъра за информационно и компютърно обслужване. През 2003 г. е избран повторно за ректор на университета. През 2007 г. се кандидатира за нов мандат, но не е избран.

### Политическа кариера
Марко Тодоров е сред основателите на СДС в Русе и е избран за председател на местната структура. През 1990 г. е избран за народен представител от листата на СДС в VII велико народно събрание. В периода 1993 – 1995 г. е министър на науката и образованието в правителството на Любен Беров и последвалия го служебен кабинет на Ренета Инджова. По време на негово посещение в Северна Македония през 1994 година избухва Българо-македонския езиков спор. На 13 април просветният министър Марко Тодоров се намира в Скопие за подписване на протокол за сътрудничество между министерствата на образованието на двете държави. Текстът е предварително съгласуван, но с последния момент домакините изрично настояват подписването му да стане на „македонски и български език“. Българският министър отказва и прекратява визитата си.
През 1995 г. е кандидат за кмет на Русе, но остава трети на първия тур и не се класира за балотажа.
През 2001 г. е посочен за водач на листата на новосъздаденото Национално движение Симеон Втори за предстоящите парламентарни избори, но е отстранен, след като се появява информация, че е бил сътрудник на Държавна сигурност. Избран е за областен координатор на НДСВ и остава на този пост до 2003 г. На 4 септември 2007 Комисията за разкриване на документите на бившата Държавна сигурност публикува списък на лицата, народни представители в VII велико народно събрание, за които е установена принадлежност към ДС. Тодоров не е сред обявените.
На 9 юни 2010 в резултат на допълнителна проверка на Комисията по досиетата обявява факти за агентурното минало на Марко Тодоров, като регистрационен дневник, документ от ръководилия го щатен служител, предложение за унищожаване на делото му от април 1990 г. и предложение за изключването на агент „Базов“ (под който псевдоним в записан Тодоров) от сътрудническия апарат. Всички тези изброени факти дават основание на Комисията по досиетата да го обяви за сътрудник на Държавна сигурност.